# Санта-Лузия (Баия)
Санта-Лузия (порт. Santa Luzia) — муниципалитет в Бразилии, входит в штат Баия. Составная часть мезорегиона Юг штата Баия. Входит в экономико-статистический микрорегион Ильеус-Итабуна. Население составляет 14 908 человек на 2006 год. Занимает площадь 785,193 км². Плотность населения — 19,0 чел./км².

## История
Город основан 10 мая 1985 года.

## Статистика
- Валовой внутренний продукт на 2003 год составляет 26 984 469,00 реалов (данные: Бразильский институт географии и статистики).
- Валовой внутренний продукт на душу населения на 2003 год составляет 1777,52 реалов (данные: Бразильский институт географии и статистики).
- Индекс развития человеческого потенциала на 2000 год составляет 0,583 (данные: Программа развития ООН).